# طوفان الکتریکی
طوفان الکتریکی (انگلیسی: Hurricane Electric) ارائه دهنده خدمات اینترنت جهانی ارائه خدمات پروتکل اینترنت نسخه ۴ و پروتکل اینترنت نسخه ۶ است، و همچنین مرکز داده در سن خوزه، کالیفرنیا و در فریمانت، کالیفرنیا، در جایی که شرکت مستقر است.